# 盖丽丽
盖丽丽（1967年10月4日—），出生于山东青岛，中国大陆女演员，毕业于上海戏剧学院表演系。